# Programmations de Rock Am Ring
Pour un article plus général, voir Rock am Ring.
Cet article présente les différentes programmations du festival de musique Rock Am Ring.

## Programmation

### 1985
Cette édition a lieu les 25–26 mai 1985, réunissant 17 groupes avec 1 scène, et rassemble 75 000 festivaliers. Elle fait participer : The Alarm, Chris de Burgh, Mink DeVille, Foreigner, Gianna Nannini, Huey Lewis and the News, Immaculate Fools (en), Joe Cocker, Lone Justice (en), Marillion, Marius Müller-Westernhagen, Night Ranger, REO Speedwagon, Rick Springfield, Saga, Shakatak, U2.

### 1986
Cette édition a lieu les 14–15 juin 1986, réunissant 17 groupes et 50 000 festivaliers. Elle fait participer : The Bangles, Bonfire, Cock Robin, The Cure, INXS, Simple Minds, Simply Red, Talk Talk, The Waterboys.

### 1987

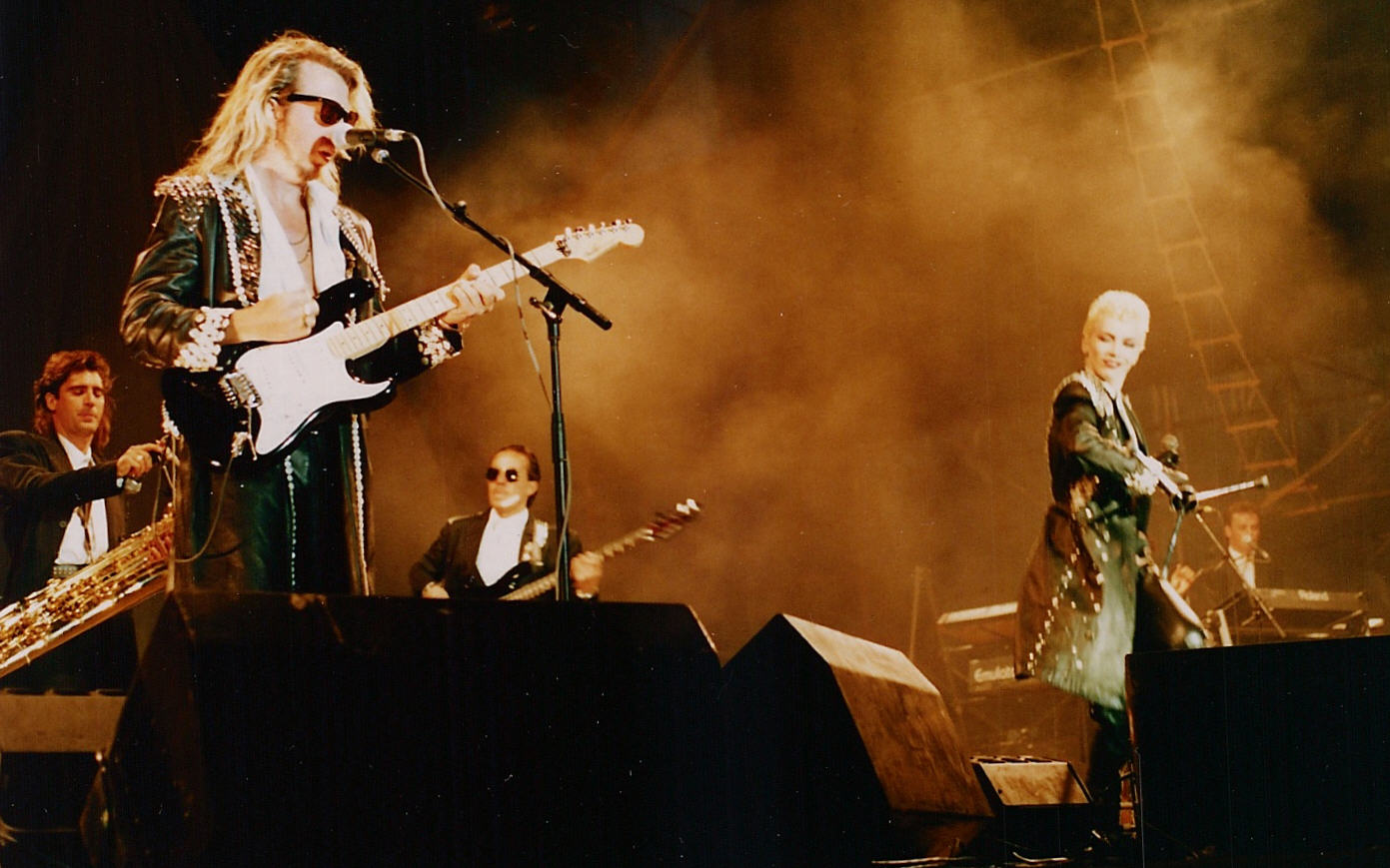
Eurythmics, Rock Am Ring 1987

Cette édition a eu lieu les 6–7 juin 1987, réunissant 20 groupes et 60 000 festivaliers. Elle fait participer : Bob Geldof, David Bowie, Chris Isaak, Eurythmics, Heinz Rudolf Kunze, Udo Lindenberg, UB40, Wolfgang Niedecken (en), Ina Deter.

### 1988
Cette édition a eu lieu les 6–7 juin 1988, réunissant 17 groupes et 30 000 festivaliers. Elle fait participer : The Adventures, Aswad, Chris Rea, The Christians, Fischer-Z, Fleetwood Mac, Imperiet (en), Inker & Hamilton (de), In Tua Nua (en), It Bites, Lloyd Cole, Marius Müller-Westernhagen, Martin Stephenson, Nits, Rainbirds, Ry Cooder, Wolf Maahn (de).

### 1991
Cette édition a eu lieu les 28–30 juin 1991, réunissant 20 groupes et 51 000 festivaliers. Elle fait participer : Eros Ramazzotti, Fury in the Slaughterhouse, INXS, The Jeremy Days, The Sisters of Mercy, Sting, Toto.

### 1992
Cette édition a eu lieu les 5–7 juin 1992, réunissant 23 groupes et 42 000 festivaliers. Elle fait participer : Bryan Adams, Elton John, Marillion, Pearl Jam, Saga.

### 1993
Cette édition a eu lieu les 29/30 mai 1993, réunissant 25 groupes et 50 000 festivaliers. Le festival se déroule désormais sur 2 scènes. Elle fait participer : Brian May, Def Leppard, Faith No More, Héroes del Silencio, Hothouse Flowers, INXS, Leonard Cohen, The Screaming Jets (en), The Silencers, Ugly Kid Joe.

### 1994
Cette édition a eu lieu les 21–23 mai 1994, réunissant 31 groupes et 70 000 festivaliers. Elle fait participer : Aerosmith, Bonnie Raitt, The Breeders, Brings, Clawfinger, The Cranberries, Crowded House, Cry of Love (en), Extreme, Galliano, Ian McNabb (en), Jackyl (en), Manic Street Preachers, Nationalgalerie, Nina Hagen, Paradise Lost, Peter Gabriel, Radiohead, Rage Against the Machine, Richie Havens, The Smashing Pumpkins, Soul Asylum, Therapy?

### 1995
Cette édition a eu lieu les 3–4 juin 1995, réunissant 28 groupes et 70 000 festivaliers, mais avec 1 seule scène. Elle fait participer : Bad Religion, Bon Jovi, Danzig, Die Doofen, Dave Matthews Band, Faith No More, Hootie and the Blowfish, Megadeth, Otto Waalkes, The Pretenders, Therapy?, Ugly Kid Joe, Van Halen, Weezer.

### 1996
Cette édition a lieu les 24–26 mai 1996, réunissant 43 groupes et 75 000 festivaliers. Cette édition se déroule à nouveau avec 2 scènes. Elle fait participer : Alanis Morissette, Amanda Marshall, Ash, Bryan Adams, Bush, Santana, Dave Matthews, Deftones, The Fugees, Herbert Grönemeyer, Héroes del Silencio, James Hall, K’s Choice, Mike & the Mechanics, Monster Magnet, Paradise Lost, Placebo, The Presidents of the United States of America, Rage Against the Machine, Rancid, Sepultura, Spacehog, Sting, Thumb, Die Toten Hosen, Zucchero.

### 1997
Cette édition a eu lieu les 16–18 mai 1997, réunissant 53 groupes et 70 000 festivaliers, à nouveau sur 2 scènes. Elle fait participer : Aerosmith, Die Ärzte, Bush, Caroline's Spine, The Fugees, Fun Lovin' Criminals, Kiss, Live, Nada Surf, Neneh Cherry, Sharon Stoned, Silverchair, Supertramp, Texas, Tool.

### 1998
Cette édition a eu lieu les 29–31 mai 1998, réunissant 66 groupes et 58 000 festivaliers. Le festival passe à 3 scènes (nouveauté : House of Comedy). Elle fait participer : BAP, Bob Dylan, Clawfinger, Deftones, Fettes Brot, Fischmob, Fünf Sterne deluxe, Genesis, Guano Apes, Insane Clown Posse, Moby, Ozzy Osbourne, The Prodigy, Pyogenesis, Rammstein, The Smashing Pumpkins.

### 1999
Cette édition a eu lieu les 21–23 mai 1999, réunissant 93 groupes et 63 000 festivaliers. Le festival passe à 4 scènes (nouveauté : Talentforum). Elle fait participer : Alanis Morissette, Anne Clark, Biohazard, Bryan Adams, Cypress Hill, Faithless, Fear Factory, Garbage, Liquido, Metallica, Monster Magnet, Robbie Williams, Skunk Anansie, Wolfsheim, Xavier Naidoo.

### 2000
Cette édition a eu lieu les 9–11 juin 2000, réunissant 89 groupes et 75 000 festivaliers. Elle fait participer : Santana, Deftones, Eurythmics, Freundeskreis, Fünf Sterne deluxe, Good Riddance, Junkie XL, Korn, The Mighty Mighty Bosstones, Methods of Mayhem, Oasis, Pearl Jam, Rage Against the Machine, Slipknot, Snapcase, Sportfreunde Stiller, Sting, Die Toten Hosen, Travis, Such a Surge, Weissglut (remplace Cypress Hill)

### 2001
Cette édition a eu lieu les 1–3 juin 2001, réunissant 86 groupes et 65 000 festivaliers. Guns N' Roses étaient prévus comme tête d'affiche, mais ont annulé leur venue. Elle fait participer :
Vendredi : Radiohead, Alanis Morissette, Manic Street Preachers, OutKast, Queens of the Stone Age, K's Choice, Papa Roach, Thumb, H-Blockx, Tex, Godsmack, (Hed)Pe, Orbital
Samedi : a-ha, HIM, Anastacia, Reamonn, Toploader, Turin Brakes, Briskeby, Söhne Mannheims, Shantel, Samy Deluxe, Patrice, Torch, Afrob, Mo Solid Gold
Dimanche : Limp Bizkit, Kid Rock, Linkin Park, Three Doors Down, Boy Hits Car, OPM, Mudvayne, Travis, Echt, Semisonic, Blumfeld, The Divine Comedy, JJ72
Date non-renseignée : Alien Ant Farm, Disturbed, Donots, Emil Bulls, The Hives, Seeed, Uncle Ho (de)

### 2002

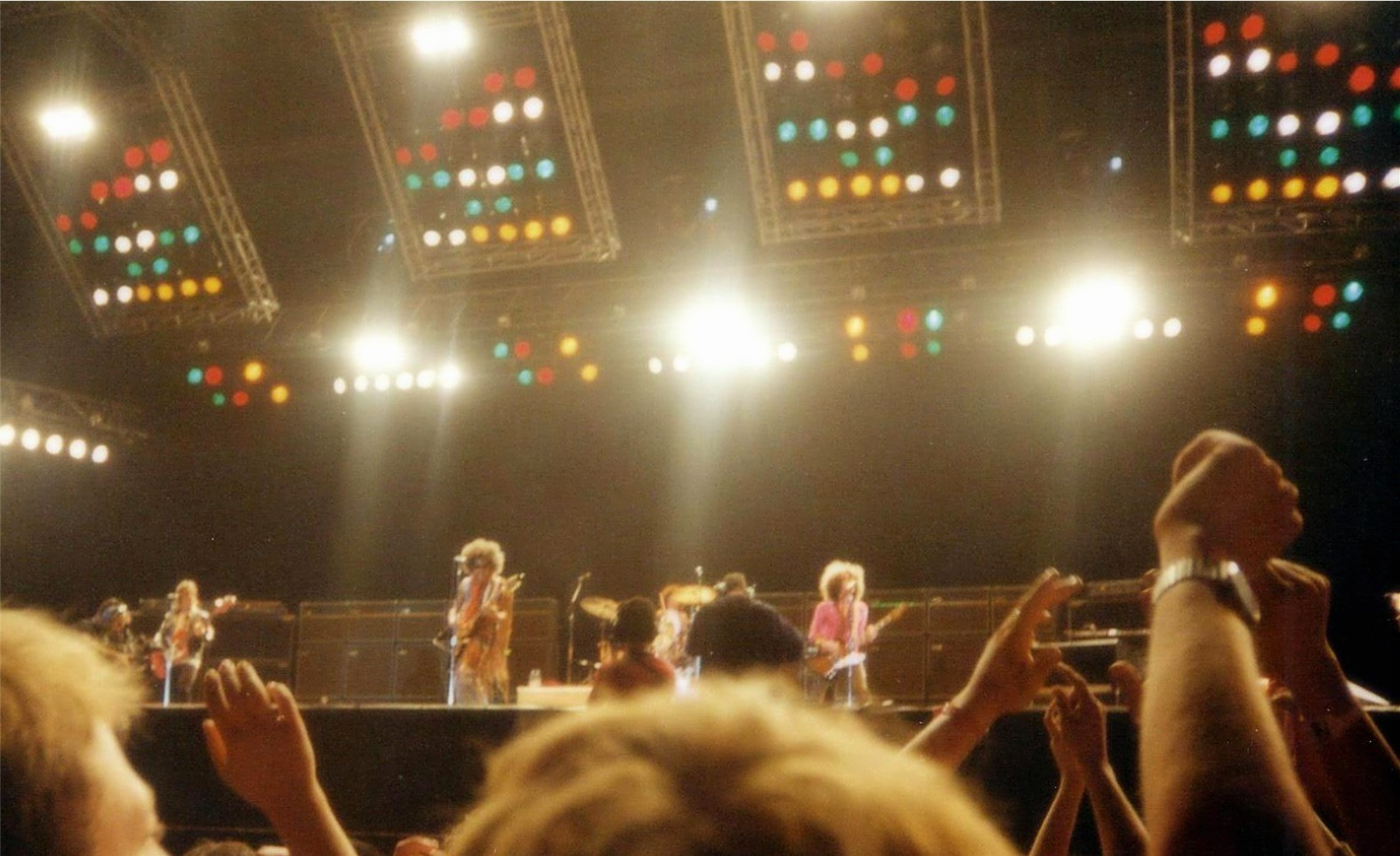
Lenny Kravitz, Rock Am Ring, 2002

Cette édition a lieu les 17–19 mai 2002, réunissant 94 groupes et 50 000 festivaliers. Elle fait participer :
Vendredi : Lenny Kravitz, Carlos Santana, Faithless, Michael Mittermeier, Counting Crows, Jewel, Laith, Al-Deen
Samedi : Neil Young, Jamiroquai, Wyclef Jean, Natalie Merchant, Bob Geldof, Gomez
Dimanche : Ozzy Osbourne, Tool, System of a Down, Bad Religion, P.O.D., Drowning Pool, Black Label Society
Date non-renseignée : 4Lyn, Alien Ant Farm, Beatsteaks, Farin Urlaub, H-Blockx, Muse, The Offspring

### 2003
Cette édition a eu lieu le 6–8 juin 2003, réunissant 76 groupes et 75 000 festivaliers, mais avec 3 scènes uniquement (House of Comedy déprogrammé). Elle fait participer : Audioslave, Dave Gahan, Deftones, Die Happy, Disturbed, Emil Bulls, The Hellacopters, Iron Maiden, Marilyn Manson, Metallica, Ministry, Moby, Molotov, Placebo, Queens of the Stone Age, Reamonn, Saïan Supa Crew, Silverchair.

### 2004
Cette édition a eu lieu les 4–6 juin 2004, réunissant 83 groupes et 65 000 festivaliers. Elle fait participer : 3 Doors Down.
| Scènes        | Vendredi 4 juin | Samedi 5 juin | Dimanche 6 juin |
| ------------- | --- | --- | --- |
| Center Stage  | - Evanescence - Korn - Motörhead - Machine Head - H-Blockx - Soil                                                             | - Red Hot Chili Peppers - Faithless - Muse - Nickelback - Jet - Lostprophets                                             | - Die Toten Hosen - Linkin Park - Avril Lavigne - Dick Brave (en) and the Backbeats - The Rasmus - Donots                                                                  |
| Alterna Stage | - Black Eyed Peas - Seeed - The Roots - The Streets - Max Herre - 5 Sterne Deluxe - Blackalicious - Curse - Kaizers Orchestra | - N.E.R.D. - Turbonegro - Lagwagon - In Extremo - Bad Religion - Beatsteaks - Dover - Drowning Pool - Trapt - Hoobastank | - Moloko - Ben Harper & The Innocent Criminals - Wir sind Helden - Sportfreunde Stiller - Starsailor - Phoenix - The Soundtrack of Our Lives - The Weakerthans - Tigerbeat |
| Talent Forum  | - The Datsuns - Funeral for a Friend - Hundred Reasons - Yellowcard                                                           | - Anthrax - In Flames - Damageplan - Killswitch - Chimaira - Edguy                                                       | - Groove Armada - International Pony - Killer - Lambretta |

### 2005
Cette édition a eu lieu les 3–5 juin 2005, réunissant 92 groupes et 70 000 festivaliers. Elle fait participer : Avenged Sevenfold, Kagerou, Lacuna Coil, Melody Club, Die Toten Hosen, Madsen
| Scènes               | Vendredi 3 juin | Samedi 4 juin | Dimanche 5 juin                                                                                             |
| -------------------- | --- | --- | --- |
| Center Stage         | - R.E.M. - Green Day - Incubus - Maroon 5 - Weezer - Mando Diao                                                                                         | - Iron Maiden - Marilyn Manson - Mötley Crüe - Slayer - In Extremo - Helmet                                                                           | - Wir sind Helden (remplace Limp Bizkit) - Velvet Revolver - HIM - Billy Idol - Mudvayne - The Hellacopters |
| Suzuki Alterna Stage | - The Prodigy - Slipknot - Apocalyptica - Within Temptation - Life of Agony - Papa Roach - Killswitch Engage - Simple Plan - Dir En Grey - Wednesday 13 | - The Chemical Brothers - The Hives - Garbage - Sonic Youth, - Tocotronic - Feeder - Thievery Coporation - John Legend - Phantom Planet - Maximo Park | - 3 Doors Down - Silbermond - Adam Green - Fettes Brot - Kettcar - Doves - Tomte - Madsen                   |
| Talent Forum         | - In Flames - Lamb of God - Caliban - Unearth - Every Time I Die - As I Lay Dying                                                                       | - The (International) Noise Conspiracy - Soulwax - The Secret Machines - Sugarplum Fairy - Madrugada - The Ark                                        | - My Chemical Romance - Funeral for a Friend - Subway to Sally - Meshuggah - Mastodon                       |

### 2006
Cette édition a lieu les 2–4 juin 2006, réunissant 95 groupes et un peu plus de 80 000 festivaliers ; la limite de capacité était de 83 500. Le festival repasse à 4 scènes. Elle fait participer : Alice in Chains, Angels and Airwaves, Avenged Sevenfold, Babyshambles, Bela B., Bloodhound Gang, Danko Jones, The Darkness, David Gray, Deftones, Depeche Mode, Dir En Grey, Franz Ferdinand, Guns N' Roses, In Flames, Jamiroquai, Kagerou, Kaiser Chiefs, Keane, Korn, Lacuna Coil, Metallica, Morrissey, Nelly Furtado, Paul Weller, Pharrell Williams, Placebo, Reamonn, Soulfly, Sportfreunde Stiller, Stone Sour, The Streets, Tomte, Tool, Turbonegro.

### 2007
Cette édition a lieu les 1–3 juin 2007, réunissant 98 groupes et 82 000 festivaliers. Le festival s'est retrouvé à guichet fermé dès la prévente. Le festival se déroule sur 2 scènes en plein air, 1 chapiteau. Elle fait participer :
Vendredi : Linkin Park, The White Stripes, Muse, Billy Talent, The Hives, Arctic Monkeys, My Chemical Romance, Jan Delay and Disko No. 1, Razorlight, The Used, Enter Shikari, Gogol Bordello, The Cat Empire, The Sounds, Funeral for a Friend, Little Man Tate, Evanescence
Samedi : The Smashing Pumpkins, Beatsteaks, Mando Diao, Slayer, Kaiser Chiefs, Machine Head, Stone Sour, Wolfmother, Type O Negative, Thirty Seconds to Mars, Killswitch Engage, The Fratellis, Papa Roach, Zoot Woman, Sugarplum Fairy,
Dimanche : Die Ärzte, Korn, Wir sind Helden, Velvet Revolver, Scissor Sisters, Travis, Good Charlotte, The Kooks, Maxïmo Park, Sunrise Avenue, Revolverheld, Megadeth, Paolo Nutini, DragonForce, Pohlmann, Hinder, Chimaira
Date non-renseignée : As I Lay Dying, Bloodsimple, Bowling for Soup, DevilDriver, Down Below, Lamb of God, MIA., Paramore, Silverstein

### 2008
Cette édition a lieu les 6–8 juin 2008, réunissant 98 groupes et plus de 85 000 festivaliers, à guichet fermé dès la prévente. Elle fait participer :
| Scènes              | Vendredi 6 juin | Samedi 7 juin | Dimanche 8 juin |
| ------------------- | --- | --- | --- |
| Center Stage        | - From First to Last - Culcha Candela - Gavin Rossdale - The Streets - Serj Tankian - Incubus - Rage Against the Machine | - Alpha Galates - Alter Bridge - Disturbed - In Flames - Nightwish - The Offspring - Metallica                                                                                          | - Rival Schools - Lostprophets - Simple Plan - Kid Rock - Fettes Brot - Sportfreunde Stiller - EM Spiel BRD - Polen - Die Toten Hosen                                                                                        |
| Alternastage        | - Steriogram - Animal Alpha - Seether - Silverstein - Opeth - Bad Religion - Coheed and Cambria - Cavalera Conspiracy - Bullet for My Valentine - Motörhead - The Prodigy                                                                                     | - Infadels - Rafael Weber - Gavin DeGraw - Pete Murray - Hot Chip - Kate Nash - Madsen - Stereophonics - Manic Street Preachers - Babyshambles - Söhne Mannheims - The Verve            | - Kill Hannah - Fiction Plane - Disco Ensemble - Fair to Midland - Filter - Eagles of Death Metal - The Fratellis - 3 Doors Down - Jimmy Eat World - HIM - Queens of the Stone Age                                           |
| Soundwave Club Tent | - Auletta - Fräulein Wunder (en) - Long Distance Calling - Zox - Bedouin Soundclash - Tokyo Police Club - Joe Lean & The Jing Jang Jong - The Futureheads - Saul Williams - Johnossi - Booka Shade - Rooney - CSS - Cansei Ser Sexy - Roisin Murphy - Justice | - Coca Cola Soundwave Clash - Airbourne - EL*KE - In Case of Fire - Black Stone Cherry - Rose Tattoo - Saxon - Paramore - Jonathan Davis - Against Me! - Danko Jones - The Hellacopters | - Coca Cola Open Stage - Glory of Johann - Whisk?! - Takida - Turisas - The Fall of Troy - Bloodlights - Sonic Syndicate - Chiodos - Black Dahlia Murder - Black Tide - High on Fire - 36 Crazyfists - Oomph! - Dimmu Borgir |

### 2009

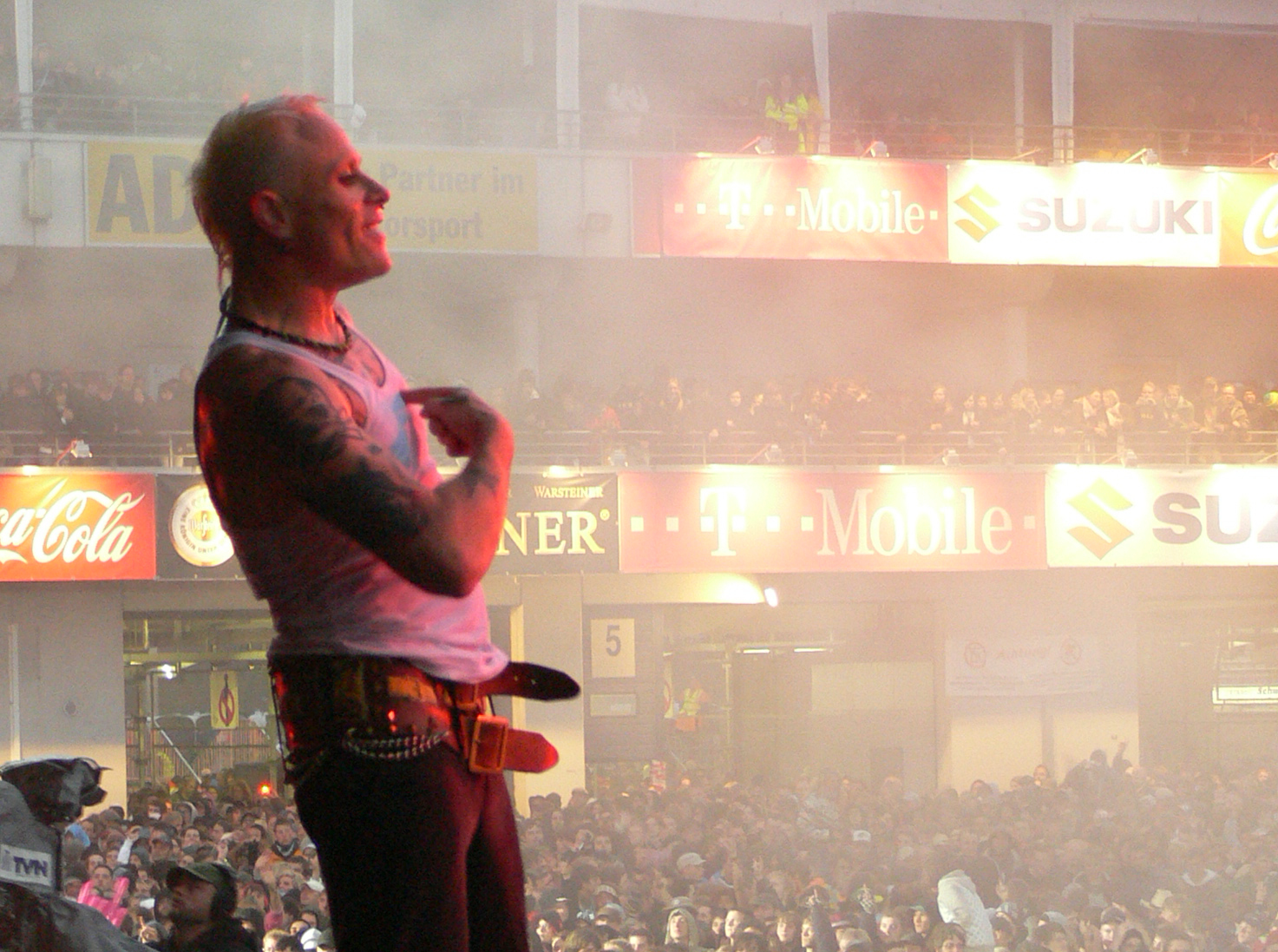
The Prodigy, Rock Am Ring 2009

Cette édition a lieu les 5–7 juin 2009, réunissant 92 groupes et 80 000 festivaliers, à guichets fermés dès fin mars. Elle fait participer : 
Vendredi : The Killers, Placebo, Korn, Marilyn Manson, Razorlight, Selig, Killswitch Engage, Volbeat, Polarkreis 18, Juliette Lewis and The New Romantiques, Staind, Papa Roach, Enter Shikari, Basement Jaxx, 2raumwohnung, Shinedown, DragonForce, Scouting for Girls, Kitty, Daisy and Lewis, Expatriate, Esser (en)
Samedi : Slipknot, The Prodigy, Mando Diao, Jan Delay and Disko No. 1, Bloc Party, Machine Head, Reamonn, Madness, Phoenix, Flogging Molly, Dredg, …And You Will Know Us by the Trail of Dead, The Gaslight Anthem, Trivium, Biffy Clyro, The Rifles, Alexisonfire, White Lies
DImanche : Limp Bizkit, Billy Talent, Peter Fox, The Kooks, Guano Apes, MIA., The Subways, Chris Cornell, Kettcar, Dir En Grey, Peter Bjorn and John, Tomte, The All-American Rejects, The Script, Black Stone Cherry, All That Remains, New Found Glory, Gallows, Hollywood Undead
Date non-renseignée : Bring Me the Horizon, Chester French (en), A Day to Remember, Duff McKagan's Loaded, Exposed to Noise, Five and the Red One, , , Ich Bin Bunt, Kilians, Little Man Tate, Madina Lake, Middle Class Rut, Nervecell, , Pain, Sevendust, Silvester, , Steadlür, Sugarplum Fairy, The Blackout, The Crave, The Soundtrack of Our Lives, , VV Brown, Wirtz, You Me at Six.

### 2010
Cette édition a lieu les 3–6 juin 2010, réunissant 85 groupes et 86 500 festivaliers, à guichets fermés dès début mai. Le festival se déroule sur 3 scènes. Pour son 25e anniversaire, le festival Rock am Ring/Rock im Park dure quatre jours au lieu de trois. Elle fait participer : Rock Rotten’s 9mm Assi Rock’n’Roll (de),
| Scènes       | Jeudi 3 juin | Vendredi 4 juin | Samedi 5 juin | Dimanche 6 juin |
| ------------ | --- | --- | --- | --- |
| Center Stage | - H-Blockx - Kiss | - Halestorm - Turbostaat - Airbourne - Slash - Jay-Z - Rage Against the Machine | - We Are the Fallen - Dizzee Rascal - Gogol Bordello - Gentleman - Gossip - Thirty Seconds to Mars - Muse                                | - Five Finger Death Punch - Pendulum - Bullet for My Valentine - Cypress Hill - Rise Against - Rammstein                                           |
| Alternastage | | - Roman Fischer (de) - Fertig, Los! (en) - Lissie - Ellie Goulding - OneRepublic - Kate Nash - Kasabian - Editors - Sportfreunde Stiller (unplugged) - Jan Delay and Disko No. 1                          | - Project 54 - Lazer - Hellyeah - As I Lay Dying - Lamb of God - Stone Sour - Alice in Chains - Volbeat - Slayer - Motörhead             | - Carpark North (en) - Cancer Bats - A Day to Remember - Donots - The Sounds - Bad Religion - Tocotronic - The Hives - HIM - Them Crooked Vultures |
| Clubstage    | - The Mustard Tubes - Actionteam - Eyes of Solace - 9mm - Whitechapel - Year Long Disaster - Sweethead (en) - Taking Dawn (en) - Kamelot - The Damned Things - Heaven Shall Burn - Broilers - HammerFall | - Indica - Lo Parker - The New Black (de) - The Storm (en) - Dommin (en) - Crime In Stereo - Zebrahead - YouMeAtSix - Taylor Hawkins and the Coattail Riders - Disco Ensemble - Katatonia - Alkaline Trio | - Absynthe Minded - Livingston - Sleigh Bells - Martin & James - WhoMadeWho - Crystal Castles - The Cribs - Delphic - Die Sterne - Foals | |

### 2011

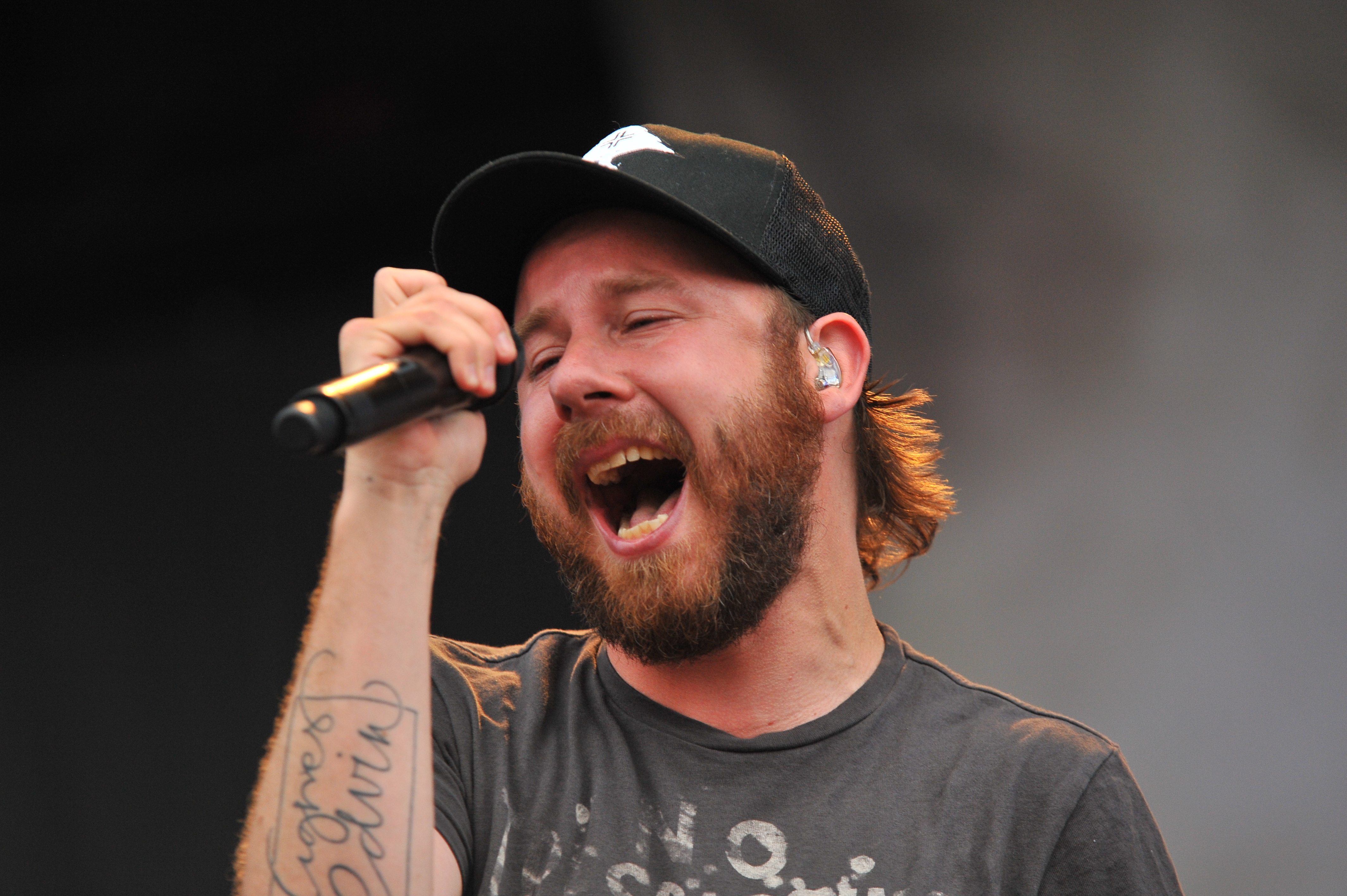
Anders Fridén, chanteur d'In Flames, Rock Am Ring, 2011

Cette édition a lieu les 3–5 juin 2011, réunissant 84 groupes et 84 000 festivaliers. Elle fait participer : Thees Uhlmann and Band
| Scènes       | Vendredi 3 juin | Samedi 4 juin | Dimanche 5 juin |
| ------------ | --- | --- | --- |
| Center Stage | - We Are Scientists - Plain White T's - The Gaslight Anthem - Social Distortion - Mando Diao - Kings of Leon | - Morning Parade - The Naked and Famous - Ash - Hurts - The Kooks - Söhne Mannheims - Coldplay                                                                                     | - Kids in Glass Houses - Mastodon - Millencolin - Avenged Sevenfold - Volbeat - Beatsteaks - System of a Down                                                                       |
| Alternastage | - Ozark Henry - Lissie - Robert Francis - The Pretty Reckless - Madsen - Selig - White Lies - Wolfmother - Interpol - Deadmau5                                                                                        | - Pi ! (de) - Caliban - Kellermensch (en) - Escape the Fate - Sevendust - Hollywood Undead - Bring Me the Horizon - In Flames - Disturbed - Korn - Rob Zombie (Late Night Special) | - Tom Beck - Funeral for a Friend - Duff McKagan's Loaded - Lifehouse - Alter Bridge - Simple Plan - The BossHoss - 3 Doors Down - In Extremo                                       |
| Clubstage    | - I Am Jerry (de) - We Butter the Bread with Butter - Asking Alexandria - Black Veil Brides - The Devil Wears Prada - Architects - Times of Grace - Black Stone Cherry - All That Remains - August Burns Red - Danzig | - Jona:s - Kolor (pl) - Yellowire - Oh, Napoleon - Frankmusik (en) - Jamaica - Chapel Club (en) - Kraftklub - Bodi Bill - K.I.Z. (de) - Bonaparte - Stereo MC's                    | - Black Spiders (en) - The King Blues - VersaEmerge - Framing Hanley - Frank Turner - Pete Yorn - Royal Republic - Silverstein - Dredg - …And You Will Know Us by the Trail of Dead |

### 2012

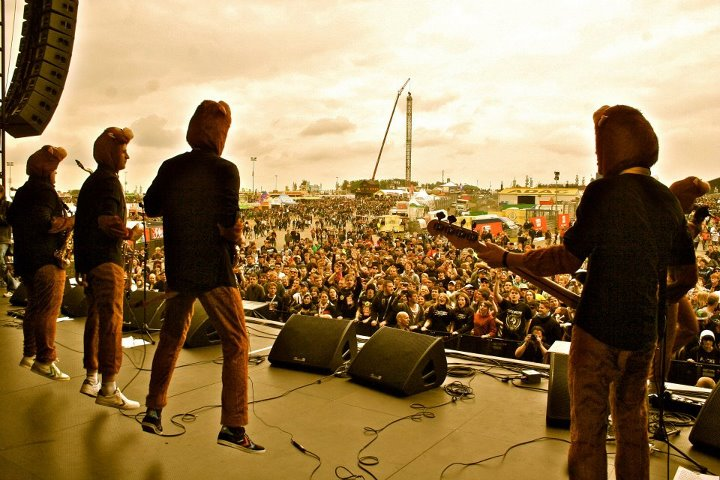
Destination Anywhere, Rock Am Ring, 2012

Cette édition a lieu les 1–3 juin 2012, réunissant 83 groupes et 85 000 festivaliers, à guichet fermé dès le 17 janvier 2012. Elle fait participer :
Vendredi : Linkin Park, Soundgarden, Gossip, Motörhead, Marilyn Manson, Evanescence, Kasabian, Cypress Hill, Machine Head, Guano Apes, The Subways, Killswitch Engage, Lexy & K-Paul (en), Lamb of God, Anthrax, FM Belfast, Trivium, Steel Panther, Moonbootica, The Koletzkis
Samedi : Metallica, Billy Talent, Tenacious D, Skrillex, The Hives, Refused, Keane, Maxïmo Park, Enter Shikari, The Ting Tings, Pete Doherty, The Maccabees, Shinedown, Mastodon, The Stranglers, Boyce Avenue, The Rifles, Rival Sons, Gallows, Triggerfinger, Awolnation
Dimanche : Die Toten Hosen, The Offspring, Deichkind, Beginner, Dropkick Murphys, Dick Brave and the Backbeats (de), MIA., Caligola, Donots, Chase and Status, Tinie Tempah, Example, Opeth, Cro, As I Lay Dying, Ghost, DevilDriver, Graveyard, Axe Wound, Rise to Remain, Cancer Bats
Date non-renseignée : A$AP Rocky, Azealia Banks, Citizens!, Crystal Castles, Destination Anywhere, Fiva & Das Phantom Orchester (de), Gojira, Halestorm, Hoffmaestro & Chraa, Lower Than Atlantis, Periphery, Tove Styrke, Tribes, While She Sleeps.

### 2013

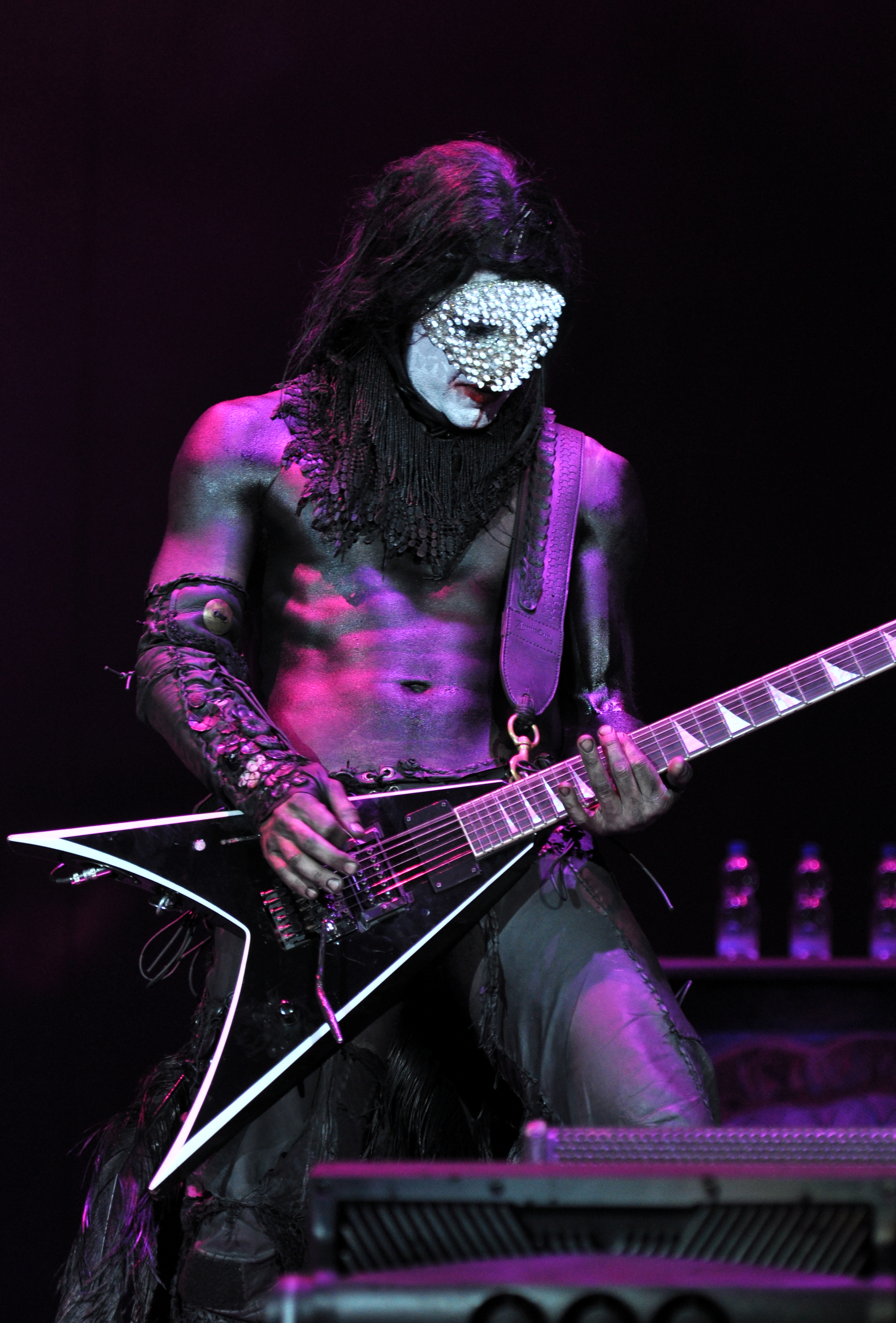
Wes Borland, guitariste de Limp Bizkit, Rock Am RIng 2013

Cette édition a lieu les 7–9 juin 2013, réunissant 83 groupes et 87 000 festivaliers (record de festivaliers).
Programmation :
- Vendredi : Thirty Seconds to Mars, Korn, Limp Bizkit, Bullet for My Valentine, Broilers, Fun., Boys Noize, A Day to Remember, Amon Amarth, Fritz Kalkbrenner, Imagine Dragons, Moonbootica, Bring Me the Horizon, Asking Alexandria, Modestep.
- Samedi : Volbeat, The Prodigy, Hurts, Phoenix, Stone Sour, The BossHoss, Tocotronic, Biffy Clyro, The Bloody Beetroots, Airbourne, Bush, Selig, Jake Bugg, Papa Roach, Bosse, Graveyard, Clutch, Leslie Clio, Palma Violets, Pure Love (en).
- Dimanche : Green Day, Seeed, Sportfreunde Stiller, Casper, Kraftklub, Simple Plan, The Wombats, Bad Religion, Dizzee Rascal, Five Finger Death Punch, All Time Low, Royal Republic, Blumentopf (en), Coheed and Cambria, Die Orsons, Coal Chamber, Escape the Fate.

Date non renseignée : Bullet, A$AP Rocky, Bastille, Beatsteaks, The Bots, Cro, Disco Ensemble, Egyptian Hip Hop (en), Exclusive, Fettes Brot, Filius Nox, The Ghost Inside, Hacktivist, Hanni El Khatib, Hawk Eyes, In This Moment, Kakkmaddafakka, Killerpilze, The Killers, Love and Death, MC Fitti (de), Nekrogoblikon, Newsted, Paramore, Pierce the Veil, The Royal Concept, Stereophonics, The Strypes, Vierkanttretlager (de), Wax.

### 2014

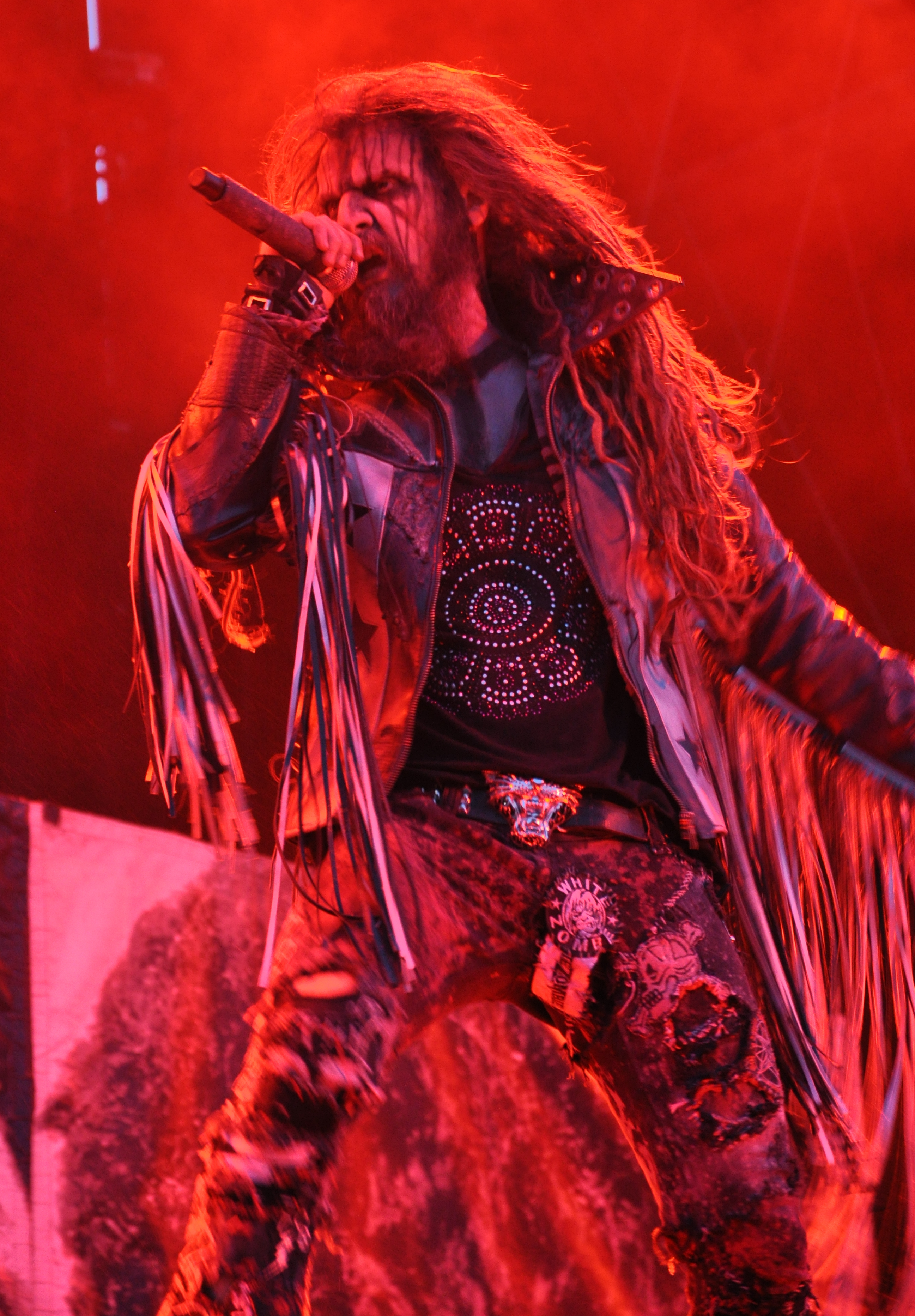
Rob Zombie, Rock Am Ring 2014

Cette édition a lieu les 5-8 juin 2014, réunissant 91 groupes et plus de 80 000 festivaliers. L'édition 2014 se déroule sur 4 jours au lieu de 3. Plus de 50 000 billets en 2 semaines.
Programmation :
- Jeudi : Iron Maiden, The Offspring, Pennywise, Klangkarussell Live, Rudimental, Falling in Reverse
- Vendredi : Kings of Leon, Nine Inch Nails, Queens of the Stone Age, Mando Diao, Kasabian, Editors, Jake Bugg, Crystal Fighters, Gogol Bordello, Alligatoah, Rea Garvey, John Newman, Awolnation, Portugal. The Man, The Fratellis, Anthrax, Mastodon, Ghost, Of Mice and Men, Buckcherry
- Samedi : Linkin Park, Die Fantastischen Vier, Jan Delay and Disko No. 1, Fall Out Boy, Rob Zombie, Slayer, Heaven Shall Burn, Opeth, Booka Shade, Kaiser Chiefs, Kvelertak, The Pretty Reckless, Rival Sons, Example, Sierra Kidd, We Are Scientists, Karnivool, Walking Papers, Teesy (en)
- Dimanche : Metallica, Avenged Sevenfold, Marteria, Woodkid, Alter Bridge, In Extremo, Babyshambles, Left Boy, Milky Chance, Haim, Maxïmo Park, Trivium, Triggerfinger, Gesaffelstein, Boysetsfire, SDP, Quicksand, Against Me!, Seether, Black Stone Cherry

Date non renseignée : 257ers, Architects, Battlecross, Breton, Chevelle, Coldrain, Crazy Town, Cro (surprise), Crossfaith, Darlia (band) (en), Der Wieland, Georg auf Lieder (de), Ghost Town (en), Huntress, Josh Record (en), Lonely the Brave, Miss May I, Nessi (de), New Politics, Nothing More, Powerman 5000, Radkey (en), Suicide Silence, The Brian Jonestown Massacre, The Treatment, Young the Giant

### 2015

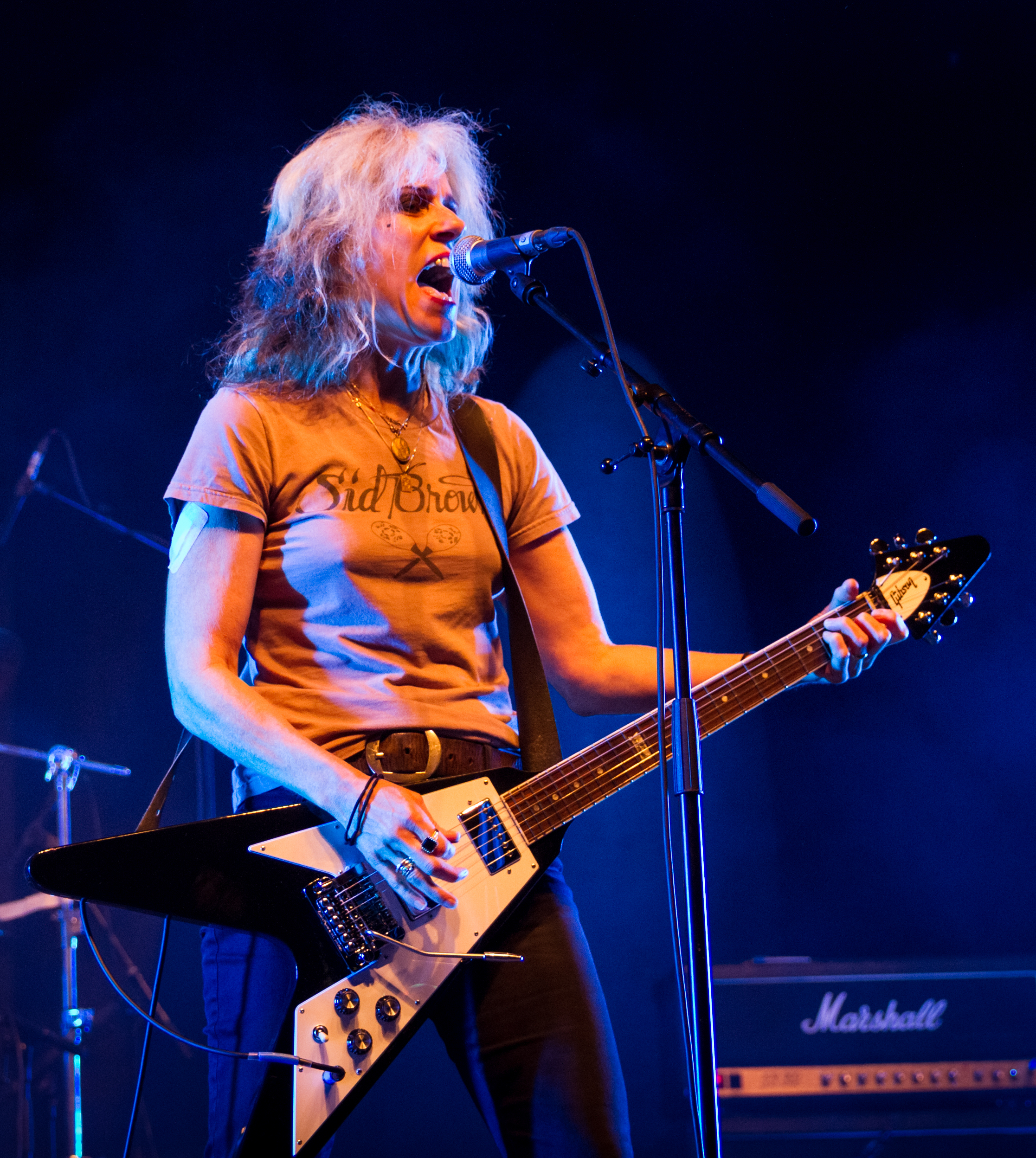
Donita Sparks chanteuse et guitariste de L7, Rock Am Ring 2015

Cette édition a lieu les 5–7 juin 2015, réunissant 78 groupes et un record de plus de 90 000 festivaliers. Le festival se déroule sur 2 scènes en plein air, 2 chapiteaux. L'édition 2015 se déroule pour la première fois sur l'ancienne base aérienne de Mendig.
Programmation :
- Vendredi : Die Toten Hosen, Rise Against, Marilyn Manson, Broilers, Clueso, A Day to Remember, Frank Turner and the Sleeping Souls, Fritz Kalkbrenner, Bad Religion, Donots, Tocotronic, Mighty Oaks, Asking Alexandria, Body Count feat. Ice-T, Jamie T, MS MR, Callejon, The Ghost Inside, All That Remains, Tremonti, Skindred, Yellowcard, Kadavar, While She Sleeps, Tüsn, Motionless in White, Pop Evil, Bombus
- Samedi : The Prodigy, Kraftklub, Deichkind, Slash feat. Miles Kennedy and The Conspirators (en), Marsimoto, K.I.Z, Interpol, Prinz Pi, Trailerpark (de), Enter Shikari, Hollywood Undead, Royal Republic, Bilderbuch, Three Days Grace, Blues Pills, Zebrahead, Feine Sahne Fischfilet, Antilopen Gang, Zugezogen Maskulin (en), Sondaschule, L7, We Are Harlot, Lower Than Atlantis, Code Orange, Mallory Knox, Slaves
- Dimanche : Foo Fighters, Slipknot, Beatsteaks, Bastille, Motörhead, In Flames, Hozier, Parkway Drive, Lamb of God, Papa Roach, Netsky, Eagles of Death Metal, Siriusmodeselektor, Godsmack, Modestep, OK Kid, Turbostaat, Clutch, Maxi Jazz and The E-Type Boys feat. Elliott Randall (en), Schmutzki (de), Ruen Brothers, AnnenMayKantereit, King 810, Dolomite Minor.

Date non renseignée : Fences, In This Moment.

### 2016

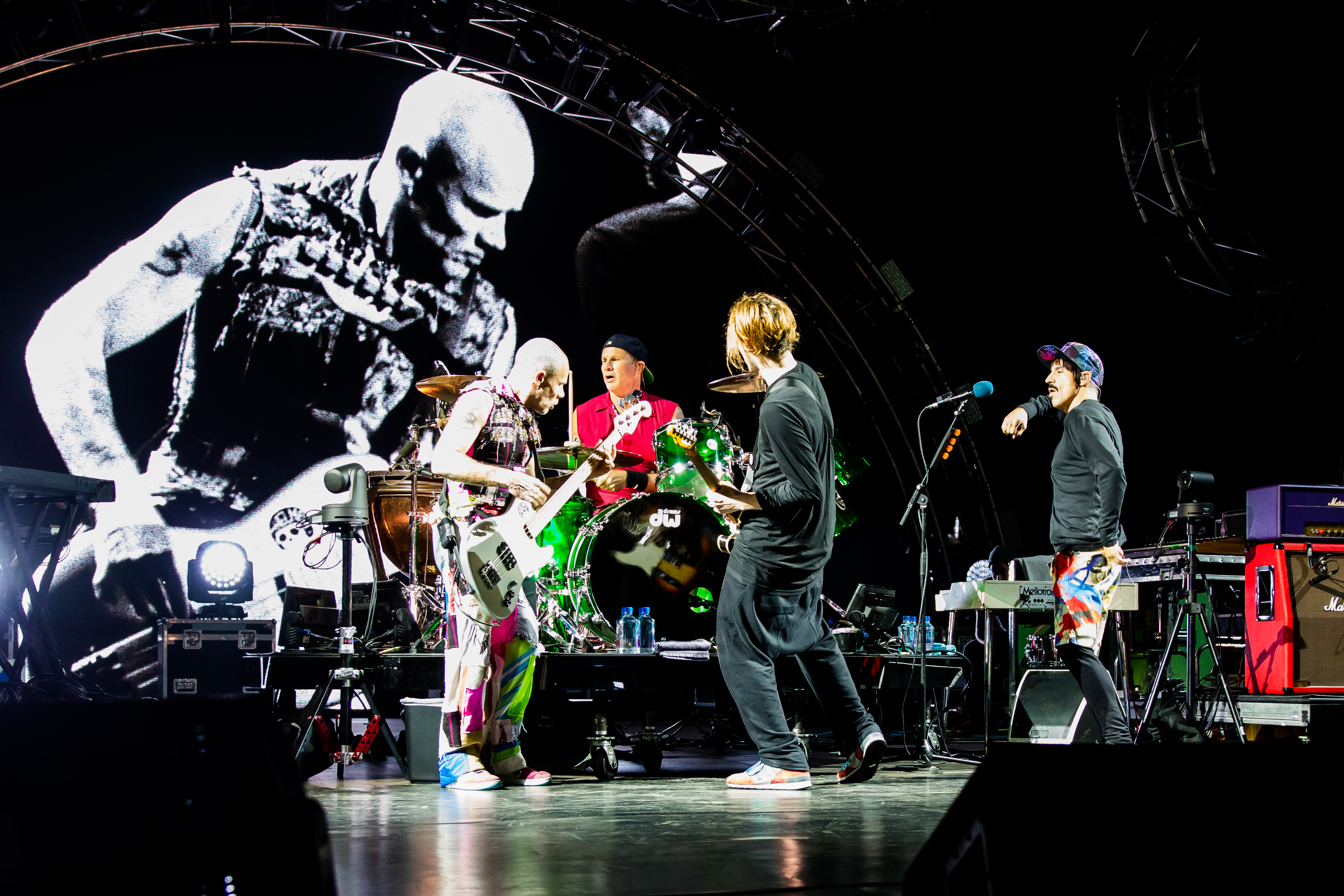
Red Hot Chili Peppers, Rock Am Ring 2016

Cette édition a lieu les 3–5 juin 2016, réunissant 92 500 festivaliers (complet en février). Elle fait participer : 257ers, Amon Amarth, Architects, August Burns Red, Bebetta (de), Billy Talent, Black Temple, Breaking Benjamin, Britta Arnold (de), Bullet for My Valentine, Cane Hill (en), DCVDNS (de), Deftones, Dirty Doering, Disturbed, Frittenbude, Heaven Shall Burn, Issues, Karate Andi (de), Kid Simius, Killswitch Engage, Larkin Poe, Lexer, Lexy & K-Paul (en), Madmotormiquel, Major Lazer, Markus Kavka, Niconé, Of Mice and Men, One Ok Rock, Panic! at the Disco, Puscifer, RAF Camora, Red Hot Chili Peppers, Rudimental, Sascha Braemer (de), Schlepp Geist, Shinedown, Tenacious D, TesseracT, The 1975, The BossHoss, Volbeat, Walking on Cars (en), We Came as Romans, While She Sleeps.
Durant la nuit du vendredi au samedi, la foudre a fait 80 blessés. Le dernier jour a été annulé. Programmation annulée à la suite des intempéries : Alligatoah, Beach Slang, Biffy Clyro, Birdy Nam Nam, Black Sabbath, Bring Me the Horizon, Caliban, Chefboss (de), Fettes Brot, Foals, Graveyard, Halestorm, Heisskalt (de), Henning Wehland (de), Johnossi, Korn, Labrinth, Lonely the Brave, Milliarden, Olson (de), Rival Sons, Rudimental, Schnipo Schranke (de), SDP, Sixx:A.M., Skillet, TesseracT, The Amity Affliction, The Struts, Trivium, Wage War (en), Walk the Moon, We Are Scientists, While She Sleeps, Wirtz (de).

### 2017

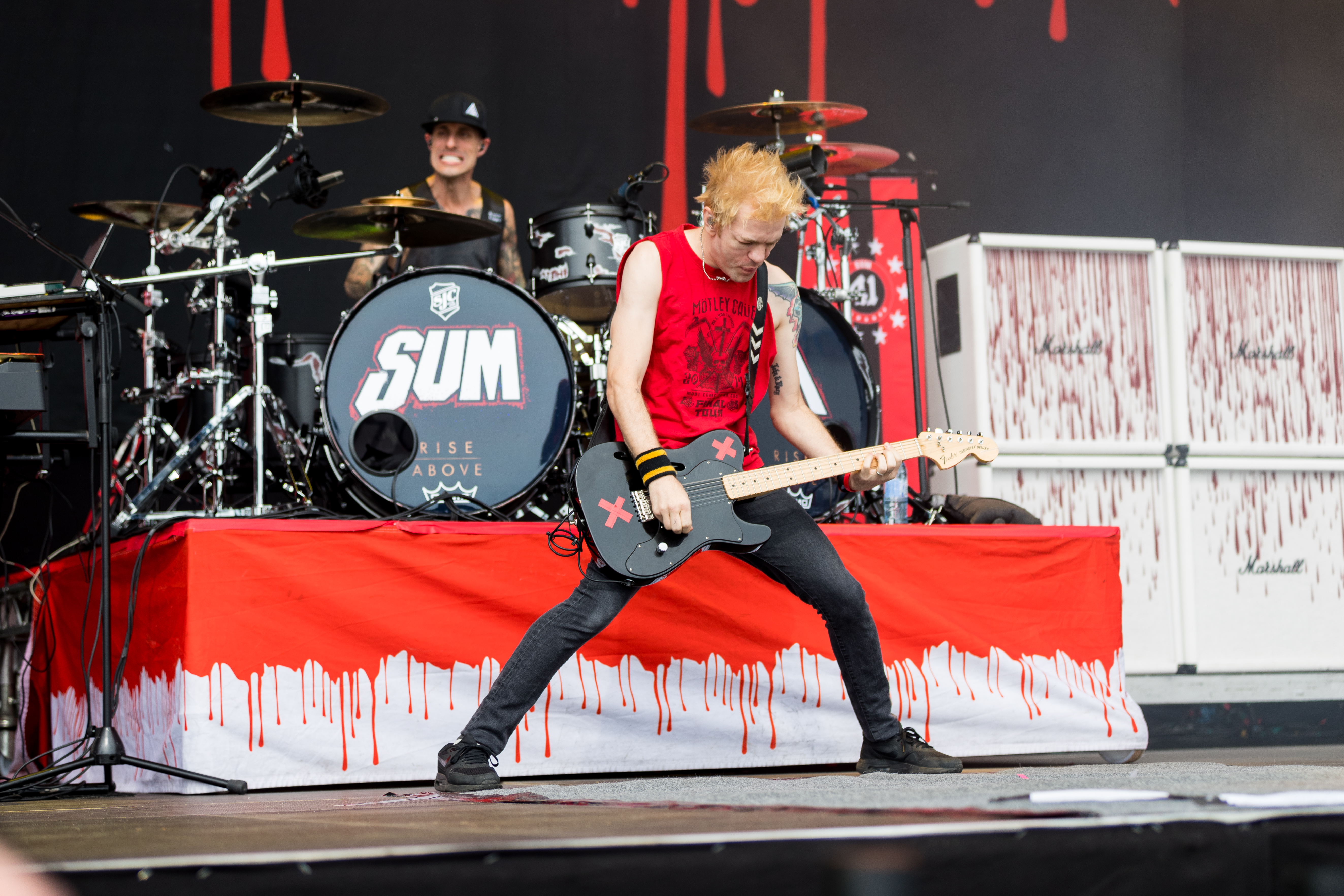
Sum 41, Rock Am Ring 2017

Cette édition a lieu les 2-4 juin 2017.
Programmation :
- Vendredi : Broilers, Marteria, Bastille, Five Finger Death Punch, Liam Gallagher, Rag'N'Bone Man, In Flames, Simple Plan, Rival Sons, Clutch, Skindred, Sondaschule, 2Cellos, The Living End, Schmutzki (de), Basement, Welshly Arms, Mallory Knox, Red Sun Rising (en), Don Broco, Razz, Me and That Man, Dead!

- Samedi : Totenhosen, Beatsteaks, Kraftklub, Beginner, Wirtz, Sum 41, 187 Strassenbande, Bonez MC & RAF Camora, Donots, Dat Adam (en), Machine Gun Kelly, Pierce The Veil, Sleeping With Sirens, Beartooth, Suicide Silence, Motionless In White, Lower Than Atlantis, Drunken Masters (de), Haiyti, RIN, The Raven Age, RavenEye (en), As Lions, Greywind, SHVPES.

- Dimanche : System of a Down, Prophets of Rage, Macklemore et Ryan Lewis, AnnenMayKantereit, Alter Bridge, Airbourne, Genetikk, Jake Bugg, Feine Sahne Fischfilet, Crystal Fighters, Gojira, Henning Wehland (de), Nimo, Bonaparte, Egotronic, Alex Vargas (en), Schnipo Schranke (de), Slaves, Frank Carter and the Rattlesnakes, Chefboss (de), Code Orange, Okta Logue (en), Perturbator, Lemo (de), Kaiser Franz Josef.

- Dates non renseignées : Claptone, Dirty Doering, Gunjah, Jan Blomqvist, Kollektiv Ost, Magit Cacoon, Marcus Meinhardt, Niconé, Pilocka Krach (de), Rodriguez Jr.

### 2018

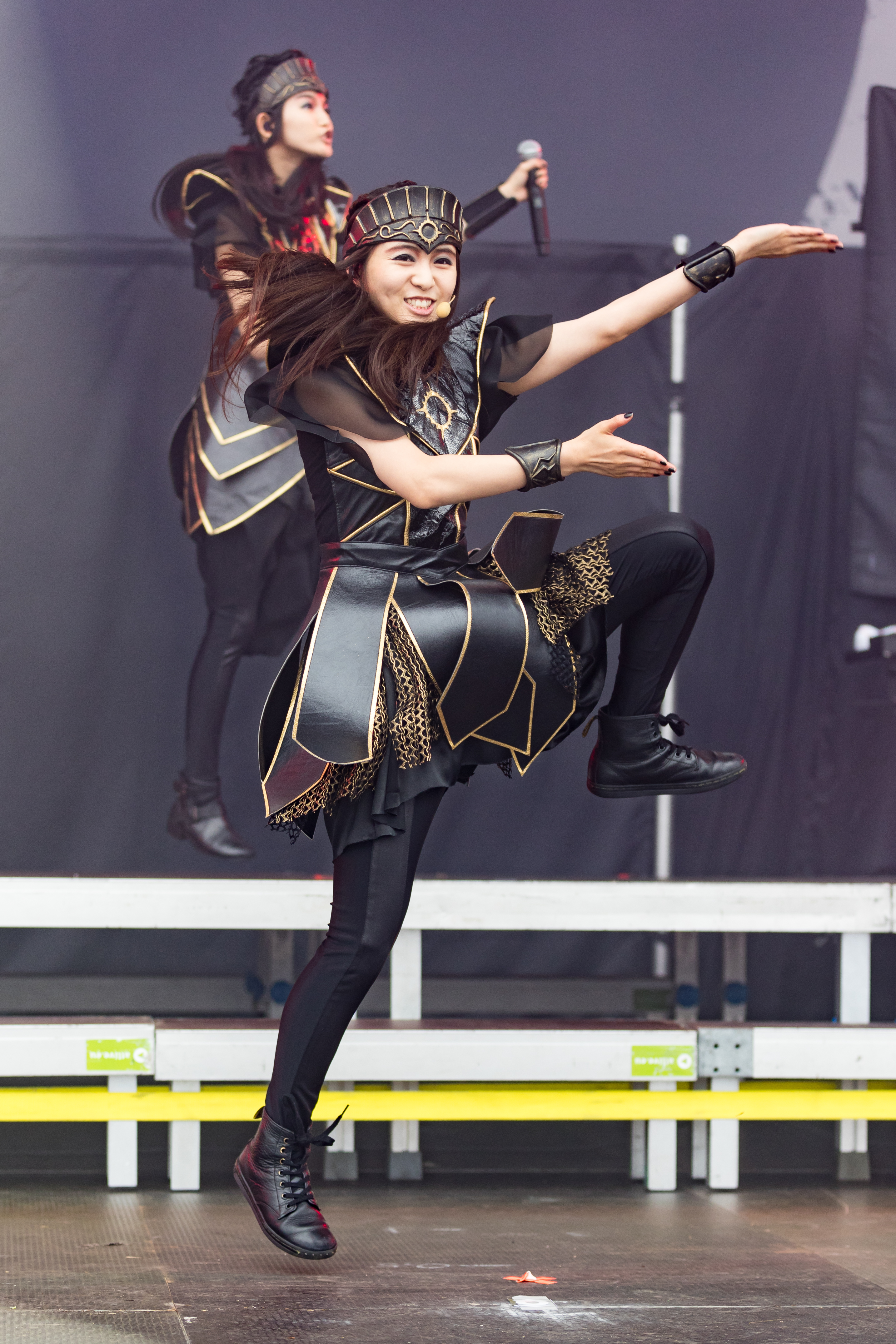
Babymetal, Rock Am Ring 2018

Cette édition a lieu les 1-3 juin 2018.
Programmation :
- Vendredi : Thirty Seconds to Mars, Casper, Marilyn Manson, Stone Sour, A Perfect Circle, Alt-J, Chance, Eat World, Hollywood Undead, Enter Shikari, Jonathan Davis, Walking on Cars (en), Ufo361, Bausa, Antilopen Gang, Vitalic, Calejon, Yung Hurn, Greta Van Fleet, 6ix9ine, Scarlxrd, Andrew W.K., The Night Game (en), Giant Rooks (en), Mavi Phoenix.

- Samedi : Muse, Snow Patrol, Avenged Sevenfold, Parkway Drive, Kaleo, Bullet for My Valentine, Kettcar, Kreator, Beth Ditto, Alexisonfire, Body Count Feat Ice-T, Shinedown, Black Stone Cherry, Asking Alexandria, The Neighbourhood, Taking Back Sunday, Nothing More (en), Heisskalt (de), Milliarden The Maine, Don Broco, Ego Kill Talent, Andy Frasco (en), Bury Tomorrow, Yungblud, Starcrawler (en).

- Dimanche : Foo Fighters, Gorillaz, Rise Against, Bilderbuch, Good Charlotte, Trailerpark, RAF Camora, Bad Religion, Chase & Status Live, PVRIS, The Bloody Beetroots Live, Meshuggah, Seasick Steve, Alma, Caliban, Baroness, Avatar, Nothing But Thieves, Thy Art Is Murder, Mantar, Moose Blood, GURR (en), Astroid Boys, Vadim Samoylov.

### 2019

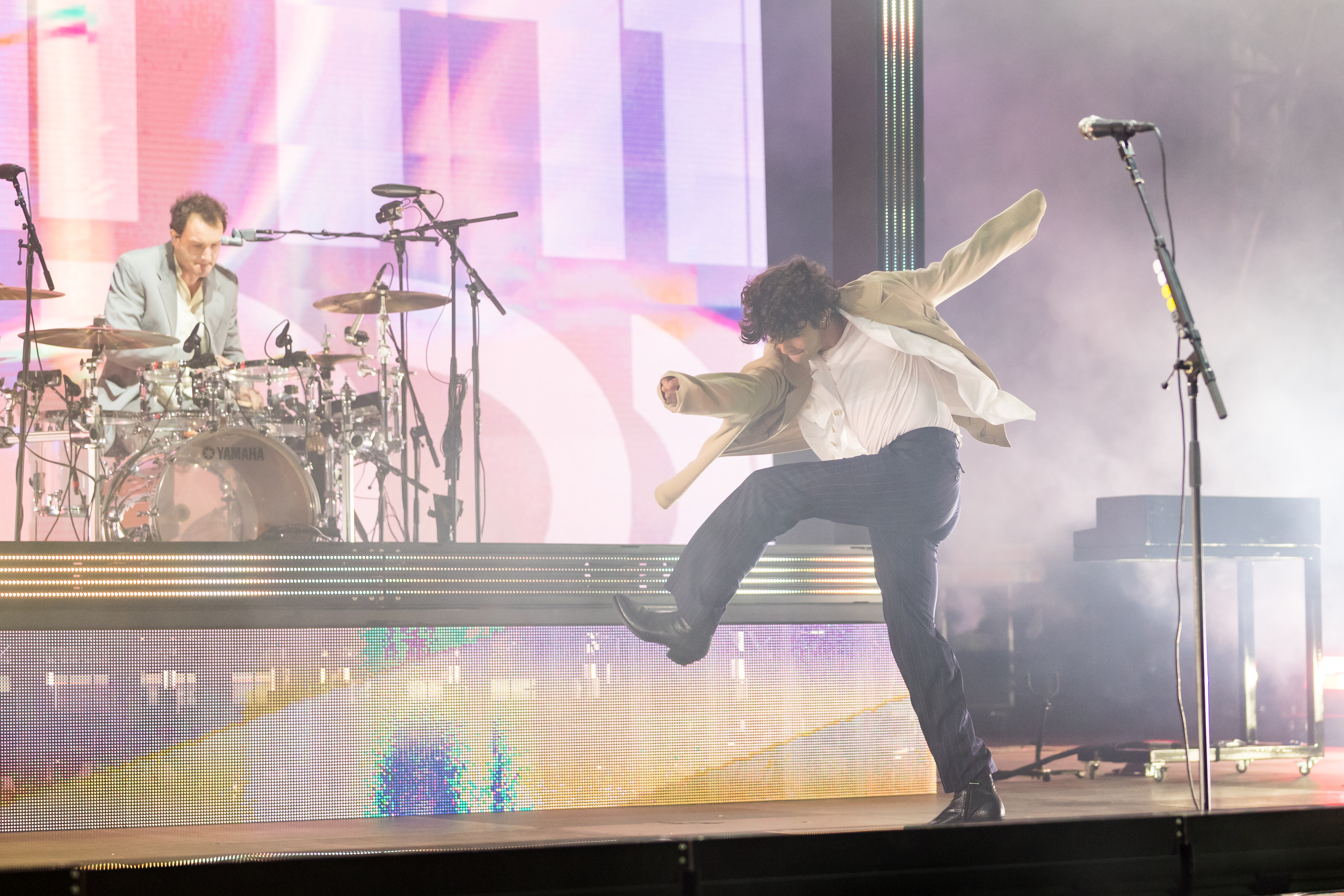
The 1975, Rock Am Ring 2019

Cette édition a lieu le 7-9 juin 2019.
Programmation :
- Vendredi : Tool, The Smashing Pumpkins, The 1975, Bonez MC and RAF Camora, Slash feat. Myles Kennedy and The Conspirators (en), SDP, Foals, Alice in Chains, Halestorm, Arch Enemy, Cage the Elephant, Behemoth, Welshly Arms, Beartooth, Against The Current, Drangsal (de), Kvelertak, While She Sleeps, Deadland Ritual, Idkhow, Badflower, Bad Wolves, Powertrip.

- Samedi : Die Ärzte, Slayer, Bring Me the Horizon, Die Antwoord, Dropkick Murphys, Sabaton, Architects, Feine Sahne Fischfilet, Three Days Grace, Trivium, Seiler und Speer, Alle Farben, Left Boy, Starset, I Prevail, Kovacs, Underoath, The Fever 333 (en), Alice Glass, Nothing,Nowhere, Juke Ross, Ryan Sheridan (en).

- Dimanche : Slipknot, Marteria and Casper, Tenacious D, The BossHoss, Bastille, Alligatoah, Kontra K, Amon Amarth, Godsmack, Hot Water Music, KC Rebell, Eagles of Death Metal, Black Rebel Motorcycle Club, Graveyard, The Struts, Kadavar, Atreyu, Like a Storm, Adam Angst (de), Coldrain, Blackout Problems (de).

### 2020
Cette édition est annulée en raison de la pandémie de Covid-19.
Programmation annoncée :
- Vendredi : Volbeat, Disturbed, Trailerpark, Alter Bridge, Rea Garvey, Wanda, 3 Doors Down, Powerwolf, Bosse, Royal Republic, Skillet, Refused, The Distillers, Jake Bugg, Seasick Steve, Schmutzki (de), Gang Of Youths, Wage War (en), The Menzingers, Boston Manor, Kafvka (de), Donna Missal, Creeper, Tempt.

- Samedi : System of a Down, Billy Talent, Korn, Airbourne, Bilderbuch, NF, Heaven Shall Burn, Trettmann (en), Eskimo Callboy, SSIO, Black Veil Brides, KC Rebell and Summer Cem, Digitalism, Boys Noize, Genetikk, Neffex, Ego Kill Talent, Dirty Honey.

- Dimanche : Green Day, Broilers, Deftones, The Offspring, Weezer, Alan Walker, Yungblud, Babymetal, Bush, Gojira, The Pretty Reckless, Of Mice and Men, Daughtry, Motionless in White, August Burns Red, Don Broco, Baroness, We Came as Romans, Poppy, Devin Townsend, Toxpack (de), Fire from the Gods, Amaranthe, Stone Broken.

### 2021–2022

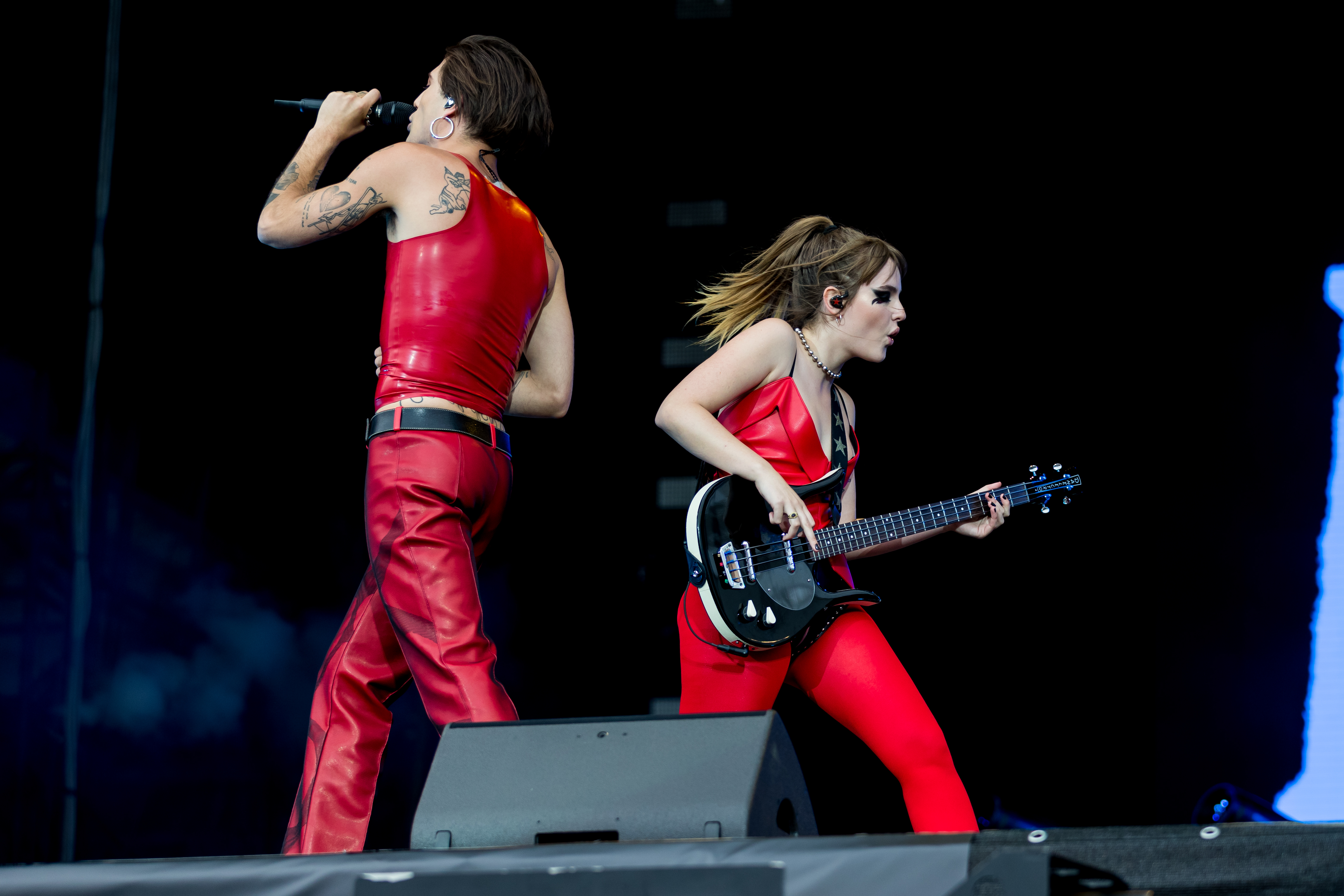
Måneskin, Rock Am Ring 2022

L'édition 2021 est reportée à 2022. L'édition 2022 a lieu le 3-5 juin 2022,.
Programmation :
| Utopia Stage  | Mandora Stage              | Orbit Stage        |
| ------------- | -------------------------- | ------------------ |
| Donots        | 102 Boyz                   | Akuma Six          |
| You Me at Six | Serious Klein (en)         | Unprocessed        |
| Weezer        | SSIO                       | Fire from the Gods |
| Måneskin      | Masked Wolf                | Spiritbox          |
| The Offspring | BHZ                        | The Murder Capital |
| Broilers      | Jan Delay and Disko N°1    | Caliban            |
| Green Day     | Marteria                   | Stick to Your Guns |
| Green Day     | Last Night Special Scooter | Danko Jones        |

August Burns Red, Of Mice and Men, Trettmann (en),
| Utopia Stage         | Mandora Stage   | Orbit Stage            |
| -------------------- | --------------- | ---------------------- |
| Kodaline             | Ego Kill Talent | Hans Schimmerling (en) |
| Gang of Youths (en)  | Baroness        | Kafvka (de)            |
| Sportfreunde Stiller | Mastodon        | Boston Manor           |
| RIN                  | Ice Nine Kills  | The Linda Lindas       |
| Alligatoah           | Fever 333       | Schmutzki (de)         |
| Placebo              | Deftones        | Toxpack (de)           |
| Muse                 | Casper          | Die Kassierer          |
| Muse                 | Casper          | Don Broco              |
| Muse                 | Casper          | Sondaschule            |

Code Orange, Devin Townsend, Lewis Capaldi, Turnstile
| Utopia Stage            | Mandora Stage     | Orbit Stage |
| ----------------------- | ----------------- | ----------- |
| Black Veil Brides       | Daughtry          | Red Hook    |
| Airbourne               | Myles Kennedy     | Tempt       |
| Shinedown               | Tremonti          | The Faim    |
| Bullet for My Valentine | Bush              | Skynd       |
| Korn                    | Royal Republic    | Grandson    |
| Volbeat                 | A Day to Remember | 100 Gecs    |
| Volbeat                 | Beatsteaks        | Drangsal    |
| Volbeat                 | Billy Talent      | Digitalism  |
| Volbeat                 | Billy Talent      | Boys Noize  |

Donna Missal (en), The Pretty Reckless

### 2023

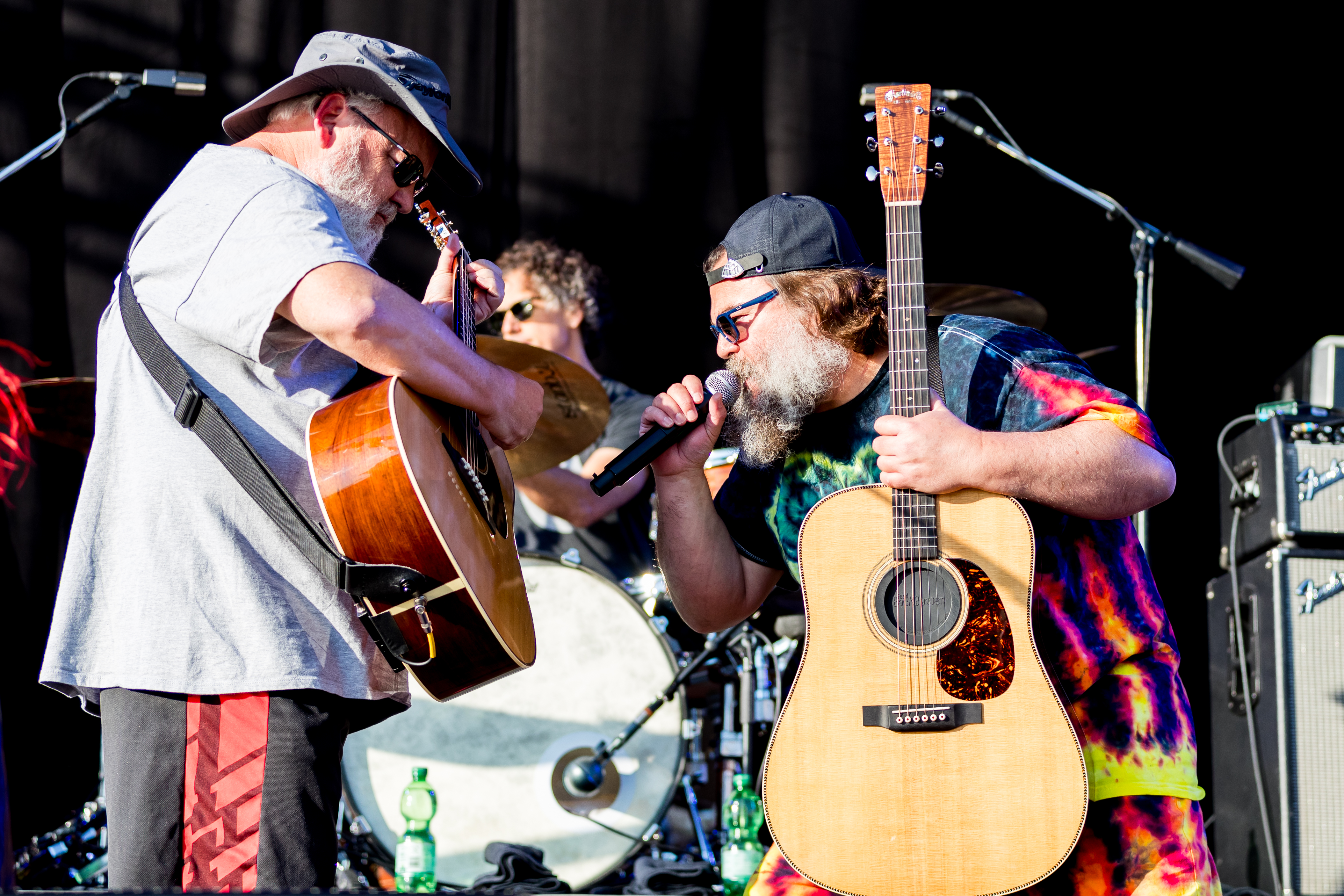
Tenacious D, Rock Am Ring 2023

Cette édition se déroule le 2-4 juin 2023.
Programmation :
| Date            | Utopia Stage                                                                                 | Mandora Stage | Orbit Stage | Scène non-renseignée                              |
| --------------- | -------------------------------------------------------------------------------------------- | --- | --- | ------------------------------------------------- |
| Vendredi 2 juin | - Flogging Molly - Jinjer - Fever 333 - Yungblud - Limp Bizkit - Rise Against - Foo Fighters | - Hot milk - Bounty & Cocoa - Mehnersmoos - Juju - Badmómzjay - Giant Rooks (en) - Finch - Apache 207                              | - Friends don't lie - Yonaka - Brutus - Employed to Serve - Touché Amoré - Set It Off - Motionless In White - Silverstein - Meshuggah                       | - Aviva - Bad Wolves - Jinjer - Sam Tompkins (en) |
| Samedi 3 juin   | - Blond - Nothing But Thieves - Provinz (de) - Incubus - Tenacious D - K.I.Z - Kings of Leon | - Cleopatrick (en) - Bury Tomorrow - Hot Water Music - Halestorm - Hollywood Undead - Gojira - Papa Roach - Kontra K - Evanescence | - The Raven Age - Pabst - The Foxies - Boy Bleach - Nova Twins - The Menzingers - The Chats - Mantar - VV                                                   | - Dead Sara - The Distillers                      |
| Dimanche 4 juin | - Boysetsfire - Sum 41 - NOFX - Turnstile - Machine Gun Kelly - Die Toten Hosen              | - Maggie Lindemann - Spiritbox - Three Days Grace - Steel Panther - Arch Enemy - Architects - 5FDP - Bring Me the Horizon          | - The Warning - Die Nerven - Lauren Sanderson (en) - Charlotte Sands - Mod Sun - Cari Cari (en) - Nothing,Nowhere - Carpenter Brut - Thees Uhlmann and Band |                                                   |

### 2024
L'édition 2024 est prévue du 7 au 9 juin.
Programmation :
| Date            | Utopia Stage                                                                                                   | Mandora Stage | Orbit Stage |
| --------------- | --- | --- | --- |
| Vendredi 7 juin | - Querbeat - Guano Apes - Royal Blood - Enter Shikari - Dropkick Murphys - Queens of the Stone Age - die ärtze | - Fit for a King - Asinhell - Betontod - Kerry King - Kreator - Beartooth - Avenged Sevenfold                            | - Indecent Behavior - James and the Cold Gun - Cemetery Sun - Wargasm - Scene Queen - Skindred - Neck Deep - Sondaschule - Descendents - Pennywise |
| Samedi 8 juin   | - Against The Current - The Interrupters - Donots - Electric Callboy - Billy Talent - Green Day                | - The Last Internationale - 311 - Dogstar - Royal Republic - Pendulum - Babymetal - Bad Omens - Broilers                 | - Schimmerling - The Scratch - Pinkshift - Kvelertak - L.S Dunes - Underoath - Team Scheisse - Antilopen Gang, - Trettmann                         |
| Dimanche 9 juin | - H-Blockx - Leoniden - Madsen - Wanda - Kraftklub - Måneskin                                                  | - Atreyu - Of Mice & Men - Thy Art Is Murder - Polyphia - While She Sleeps - Machine Head - Corey Taylor - Parkway Drive | - Blackout Problems - Heriot - Hanabie. - Counterparts - Malevolence - Landmvrks - Fear Factory - Biohazard - Hatebreed - Body Count Ft. Ice-T     |